# Damien Mouchamps
Damien Mouchamps (sinh 20 tháng 1 năm 1996) là một cầu thủ bóng đá Bỉ thi đấu cho Eupen ở Belgian First Division A ở vị trí tiền đạo.

## Sự nghiệp chuyên nghiệp
Mouchamps ra mắt cho Eupen trong chiến thắng 4–0 trước Geel ngày 11 tháng 4 năm 2015. Anh ra mắt chuyên nghiệp trong thất bại 4–0 trước R.S.C. Anderlecht ngày 18 tháng 12 năm 2016.